# 芙蓉山 (香港)

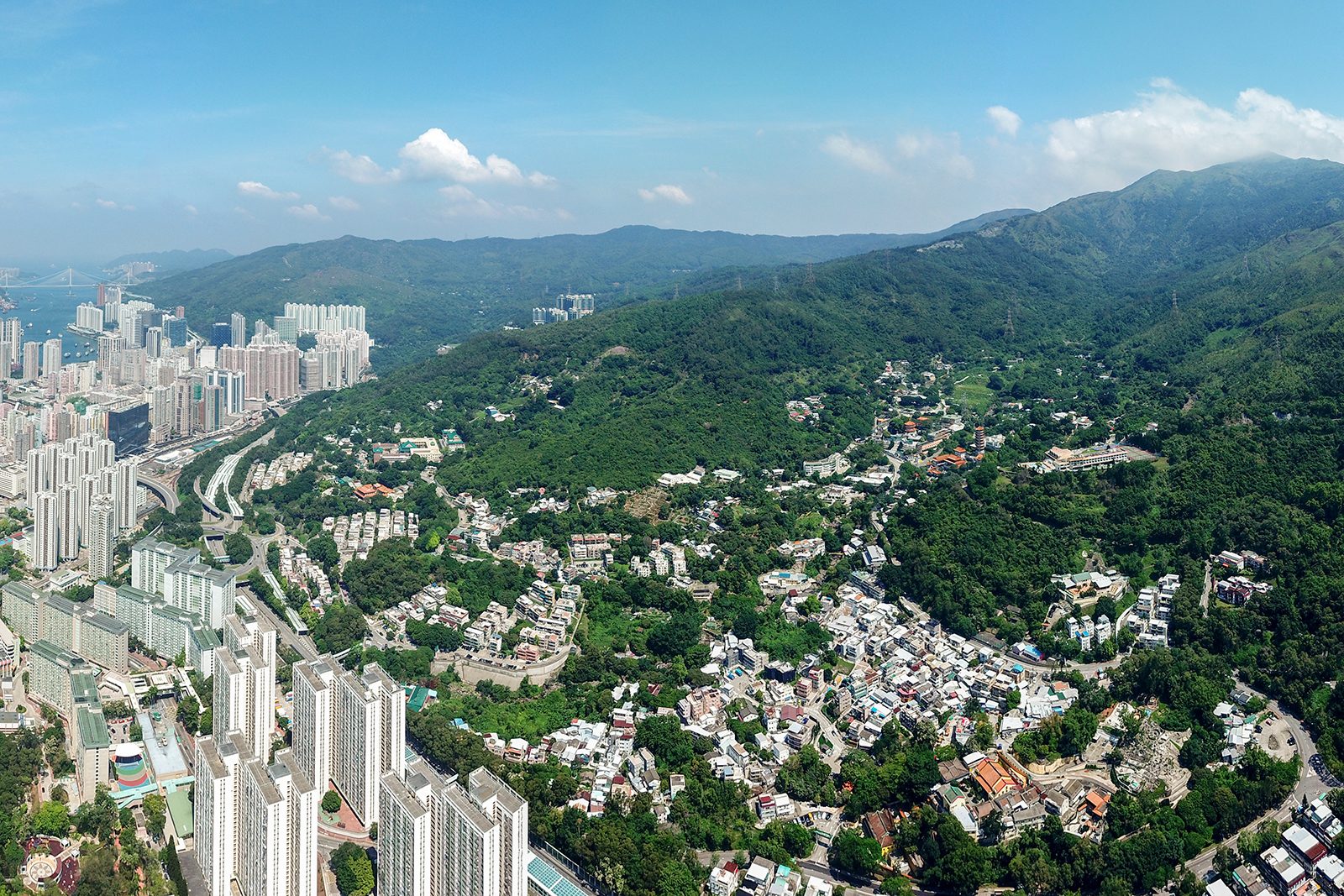
芙蓉山

芙蓉山（英語：Fu Yung Shan），位於香港新界荃灣區中部，是荃錦交匯處正北方突出的山體，爲大帽山南脊妙高台南端的餘脈，山體東面的山谷是三疊潭，西面的山谷是曹公潭。芙蓉山爲香港佛教勝地，南坡上建有數量衆多的佛教寺廟，其中歷史最悠久和最著名的是竹林禪院，其歷史可以追溯至1928年，而創建於1948年的結蓮庵則以「半山南海望海觀音像」聞名遐邇。
芙蓉山山腳分佈有7條客家原居民村落，除馬閃排村外，其餘皆爲1960年代因荃灣新市鎮發展而從荃灣核心區域搬遷到現址重建的村落，現時荃灣市中心一帶根據這些村落命名的道路即爲村落舊址所在，而山坡上亦有兩條寮屋村落及一些零散寮屋建築。目前當地建有芙蓉山路和馬閃排路貫通山腳的村落和竹林禪院，而在竹林禪院西側有一通往半山寺廟建築群及城門水塘引水道的山徑，被當地僧侶和信衆命名爲「菩提徑」。

## 現存村落
芙蓉山山腳的村落皆爲客家籍原居民村落，從東到西排列：
- 海壩村東北台
- 西樓角村
- 新村（又名芙蓉山新村）
- 海壩村南台及春三園
- 白田壩村
- 馬閃排村
- 木棉下村

山坡上的寮屋村落：
- 松菊台村（位於竹林禪院西面）
- 白田壩新村（位於芙蓉山西坡近曹公潭）

## 私人屋苑
- 芙蓉雅苑（於2002年落成，共4座別墅）

## 宗教建築
- 竹林禪院
- 福慧寺
- 準提緣林
- 淨音佛閣
- 東林念佛堂
- 南天竺寺
- 芙蓉山觀音大利堂
- 禪廬
- 烈女宮
- 菩提園
- 虛雲和尚紀念堂
- 融秋老和尚紀念堂
- 結蓮庵
- 楞嚴覺苑
- 菩提居
- 上天竺
- 法華禪院
- 紫竹林禪院
- 觀音巖

## 著名石景
- 仙桃石
- 木魚石
- 慈音橋
- 獅王石
- 蟾蜍石
- 紅色佛字石刻（觀音巖）

## 社區設施
- 佛教東林安老院
- 木棉下花園
- 白田壩花園
- 新村兒童遊樂場

## 鄰近地方
- 三疊潭
- 圓玄學院
- 曹公潭
- 石圍角
- 綠楊新邨